# Hot Spring megye
Hot Spring megye az Amerikai Egyesült Államokban, azon belül Arkansas államban található. Megyeszékhelye Malvern, legnagyobb városa Malvern. Lakosainak száma 33 040 fő (2020. április 1.). Hot Spring megye Garland, Clark, Montgomery, Saline, Grant és Dallas megyékkel határos.

## Népesség
A megye népességének változása:
| Lakosok száma | 33 146 | 33 050 | 33 417 | 33 500 | 33 426 | 33 040 |
|               | 2010   | 2011   | 2012   | 2013   | 2015   | 2020   |